# Albrecht Götze
Albrecht Ernst Rudolf Götze (auch Albrecht Goetze; * 11. Januar 1897 in Leipzig; † 15. August 1971 in Schloss Elmau bei Garmisch-Partenkirchen) war ein deutscher Altorientalist.

## Leben
Götze wuchs als Sohn des Nervenarztes Rudolf Götze und Elsa Römmler zunächst in Naunhof bei Leipzig und später in Darmstadt auf. Dort legte er 1915 am Ludwig-Georgs-Gymnasium das Abitur ab. Er nahm am Ersten Weltkrieg teil und wurde dreimal verwundet. 1918 begann er das Studium der Sprachwissenschaften in Berlin und Heidelberg, das er 1921 in Heidelberg mit der Promotion abschloss. Seine Dissertation verfasste er über die „Relative Chronologie von Lauterscheinungen im Italischen und Griechischen“ bei Christian Bartholomae. Anschließend war er in Heidelberg Assistent am Orientalischen und Sprachwissenschaftlichen Seminar. 1922 habilitiert er sich dort. Er war dann Privatdozent und ab 1927 ao. Professor, bis er 1930 als ordentlicher Professor für semitische Sprachen und Altorientalistik nach Marburg berufen wurde. Er beschäftigte sich zu dieser Zeit vor allem mit den Hethitern.
Vor der „Machtergreifung“ hatte Götze Flugblätter gegen die Nazis verteilt, 1933 wurde er unter Beobachtung gestellt und im November 1933 nach dem Gesetz zur Wiederherstellung des Berufsbeamtentums entlassen. Im Wintersemester 1933/34 war er unter Zahlung der Bezüge zu wissenschaftlichen Arbeiten im Ausland beurlaubt und nahm Lehraufträge in Kopenhagen und Oslo an, während seine Familie in Deutschland verblieb.
1934 kam er auf Einladung von Edgar Howard Sturtevant an die Yale University. Danach war er laut Finkelsteins Nachruf zeitweise entschlossen, nie wieder auf Deutsch zu publizieren und machte es sich zumindest zur Gewohnheit, auch bei späteren Aufenthalten in Deutschland Englisch zu sprechen. Er konnte seine Familie nach Amerika nachholen und nahm 1940 die amerikanische Staatsbürgerschaft an. In Yale war er zunächst bis 1936 „Visiting Professor“, bis er die William Laffan-Professur für Assyriologie und babylonische Literatur übernahm. 1956 erhielt er die Sterling-Professur, die höchste akademische Ehrung, die Yale zu vergeben hat. 1947 wurde er Leiter der Bagdader Abteilung der American Schools of Oriental Research. Goetze wurde 1965 emeritiert. Seit 1951 war er Mitglied der American Philosophical Society. 1970 wurde er korrespondierendes Mitglied der British Academy.
Vor der Emigration hatte er sich hauptsächlich mit der Geschichte der Hethiter befasst, in Yale erschloss er sich dann als weiteres Schwerpunktgebiet die Geschichte Akkads und Babyloniens und wurde zu einem der führenden Assyriologen und Keilschriftexperten seiner Zeit. Als sein Hauptwerk vollendete er 1957 die vollständige Neubearbeitung seines in erster Auflage bereits 1933 erschienenen Beitrags Kleinasien im Handbuch der Altertumswissenschaft.
Mit Sturtevant legte er den Grundstein für das spätere Goetze- Wittmann-Gesetz (Spirantisierung der Gaumenklappen vor u als fokaler Ursprung für die Verbreitung der  Kentum-Satem-Isoglosse). Die Diffusionshypothese der Satem-Merkmale hat den Vorzug, die Existenz marginaler Satem-Merkmale im Griechischen, Albanischen und Tocharischen und marginaler Kentum-Merkmale im Armenischen zu begründen.
Goetze starb am 15. August 1971 in Garmisch, Bayern.

## Schriften (Auswahl)
- Kleinasien zur Hethiterzeit. Eine geographische Untersuchung (= Orient und Antike. 1, ZDB-ID 536323-8). Winter, Heidelberg 1924, urn:nbn:de:bvb:12-bsb00141266-8.
- Das Hethiter-Reich. Seine Stellung zwischen Ost und West (= Der Alte Orient. Jahrgang 27, Heft 2, ISSN 2629-9003). Hinrichs, Leipzig 1928.
- Kleinasien. In: Handbuch der Altertumswissenschaft. Abteilung 3, Teil 1, Band 3: Kulturgeschichte des alten Orients. Abschnitt 3, Lieferung 1. C. H. Beck, München 1933, S. 1–200, (2. neubearbeitete Auflage. ebenda 1957).
- Hethiter, Churriter und Assyrer. Hauptlinien der vorderasiatischen Kulturentwicklung im II. Jahrtausend v. Chr. Geb. (= Instituttet for Sammenlignende Kulturforskning. Serie A: Forelesninger. 15, ZDB-ID 777904-5). Aschehoug & Co. u. a., Oslo u. a. 1936.
- Remarks on the Lists from Alalakh IV. In: Journal of Cuneiform Studies. Band 13, Nr. 2, 1959, S. 63–64, doi:10.2307/1359214.
- The Kassites and near Eastern Chronology. In: Journal of Cuneiform Studies. Band 18, Nr. 4, 1964, S. 97–101, doi:10.2307/1359248.

## Belege
1. ↑  Member History: Albrecht Goetze. American Philosophical Society, abgerufen am 23. August 2018.
2. ↑  Deceased Fellows. British Academy, abgerufen am 2. Juni 2020.
3. ↑  Neuerscheinungen über zwei wichtige Persönlichkeiten der Philipps-Universität im 19. und 20. Jahrhundert, abgerufen am 27. Mai 2015.

| Personendaten    | Personendaten                                                       |
| ---------------- | ------------------------------------------------------------------- |
| NAME             | Götze, Albrecht                                                     |
| ALTERNATIVNAMEN  | Goetze, Albrecht; Götze, Albrecht Ernst Rudolf (vollständiger Name) |
| KURZBESCHREIBUNG | deutscher Altorientalist                                            |
| GEBURTSDATUM     | 11. Januar 1897                                                     |
| GEBURTSORT       | Leipzig                                                             |
| STERBEDATUM      | 15. August 1971                                                     |
| STERBEORT        | Garmisch-Partenkirchen                                              |